# Jozy Altidore
Josmer Volmy „Jozy“ Altidore (* 6. listopadu 1989) je bývalý americký fotbalista. 
Jeho prvním seniorským klubem byli New York Red Bulls. Za klub debutoval v roce 2006, ve věku 16 let. V roce 2008 přestoupil za 10 milionů dolarů do španělského Villarrealu. Z Villarrealu byl na hostování v Xerezu z 2. španělské ligy, Hull City z Premier League a Bursasporu z 1. turecké ligy. V létě 2011 přestoupil do Alkmaaru. 3. března 2013 překonal rekord v počtu gólů Američana za sezónu v evropském klubu, vstřelil svůj 23. gól v sezóně. V roce 2013 přestoupil do Sunderlandu, z něj se v roce 2015 vrátil do Severní Ameriky, konkrétně do Toronta. Za klub odehrál 139 zápasů. V roce 2022 přestoupil do New England Revolution, z klubu byl na hostování v mexické Pueble.
Spojené státy americké reprezentoval v kategoriích do 17, 20 a 23 let. Zúčastnil se Letních olympijských her 2008. Za seniorskou reprezentaci debutoval v roce 2007. Hrál na Konfederačním poháru FIFA 2009 a na poháru CONCACAF v letech 2016 a 2019.